# ブースカ! ブースカ!!
『ブースカ! ブースカ!!』は、1999年10月2日から2000年6月24日までテレビ東京系列で放送された、円谷プロダクション制作の特撮テレビドラマ。

## 概要
平成ウルトラシリーズを手掛けた特撮スタッフによる『快獣ブースカ』の新作テレビシリーズ。放映中には連動番組として『バラサでブースカ!』も放送された。
『快獣ブースカ』の主人公・屯田大作とヒロイン・ミー子（美智子）の息子・雄作が主人公となっているが、初代ブースカはその存在を語られるのみに留まっており、前作の最終話で「20年後に帰ってくる」と言っていたことについて一切触れられていない。資料によっては本作品を描写や設定の異なる「イメージ的続編」と位置づけている。
制作にあたっては、現代的なアレンジをしても旧作とスタンスを変えずに物語のバリエーションを増やすことが意識された。

## ストーリー
『快獣ブースカ』の屯田大作とミー子（美智子）の息子・雄作がスーパーヒーロー「ミラクルミラーキング」を作ろうとして、再びブースカを誕生させる。新しいブースカと子供たちはおかしな発明家の松土最円や快獣カモスケらの起こす騒動や怪しい事件に巻き込まれる。

## 登場人物

### 人間
屯田 雄作
人間側の主人公。大作と美智子の息子で父から貰ったクロパラとイグアナエキスから、新たなブースカを誕生させる。
屯田 大作
『快獣ブースカ』の人間側の主人公・屯田大作少年が大人に成長した。作中で初代ブースカの存在を言及することが度々あったが、最終回の「20年後に再会する」ということについては言及していない。
屯田 美智子
『快獣ブースカ』のヒロイン・ミーコが成長した。大作と結婚し、ラーメン屋「とんとん亭」を経営する。
屯田 妙実
大作と美智子の娘で雄作の姉。高校1年生。
水谷さやか、オサム（藤巻 修）、カッちゃん（荒井 勝則）、つっくん（津々見 努）、チカ（山口 千香）
雄作のクラスメイト。
ゲンツキ
駄菓子屋「ゲンツキ堂」の主人。本名は安井一。
泡手 門之介刑事
夢町警察署の自称「天才」の刑事。
隼人 千里男刑事
泡手刑事の部下。
アコ
ケーキ屋のお姉さん。
松土 最円
大作の幼馴染の自称「発明王」のマッドサイエンティスト、様々な騒動を起こす。
凸丸・凹丸
松土の部下の忍者。

### 快獣
2代目ブースカ
快獣側の主人公。雄作が父のクロパラからスーパーヒーローを誕生させようとして生み出した新しいブースカ。初代とは体色以外は外見は大差はない。大食いで平和主義者。かつてのブースカと同じように超能力を有しているが、空腹だと著しく減退する。最円の開発した黒いブー冠をつけられると性格まで悪くなる。
カモスケ
鴨に似た快獣。金にがめつい。地底に沈んだカモカモ王国が故郷である王子。本名は「マガモーテ・アイガモッチ…カモスケ123世」。茶色い身体など『快獣ブースカ』のチャメゴンがモチーフである。
ハネタロー
とんとん亭に据えつけられた大作製作の快獣形の時計。ただの時計かと思うと意味ありげな台詞を吐くことも多い。
初代ブースカ
大作が子供のころに生み出した快獣で前作の快獣側の主人公。前作の最終回ではチャメゴンと共に宇宙に旅立ち、20年後に戻ってくるということであったが、この物語中に登場することは無く、大作のアルバムの写真でのみ登場している（アルバムのほとんどは本作品のブースカの写真であるが、一枚だけ初代ブースカの写真がある）。

## キャスト
参照宇宙船YB 2001, p. 96

### レギュラー・準レギュラー
- 屯田雄作 - 立澤真明
- 屯田大作 - 増田由紀夫
- 屯田美智子 - 渡辺典子
- 屯田妙実 - 瀬尾久美
- さやか - 斉藤麻衣
- オサム - 伊藤栄治
- カッちゃん - 蓮池貴人
- つっくん - 上條誠
- チカ - 田中瑞穂
- ゲンツキ - 北岡久貴
- 泡手門之介刑事 - 宮川一朗太
- 隼人千里男刑事 - 中村浩二
- アコ - 村田洋子
- 松土最円 - 赤星昇一郎
- 凸丸 - 下地義人
- 凹丸 - 北野康広
- 梅たか子 - 柚木佑美
- 八百屋の百合子 - 菊池かほり
- 坂間壮司 - 右田昌万
- 小町弥生 - 斉藤りさ
- 日八樫一族 - 大滝明利
- 郷ジャスコ - 関さちよ
- 郷ジャスミン - 浅井暁美
- 長瀬 - 望月太郎

### ゲスト
- 強盗 - 町田政則（1）
- ライライ軒おやじ - 野口貴史（2）
- 亀山 - 友金敏雄（2）
- 桃木 - 高見周（2）
- 赤いチョッキの少年 - 増尾遵（3）
- チャリンコ軍団 - 猪瀬勝也、小林伊織、林一樹、内海卓哉、五十嵐優次郎（5）
- 時羽金成 - 轟二郎（6）
- 金子 - 山城和人（6）
- 宇土野大木 - 佐藤信一（7）
- 釜野茶釜 - 中嶋修（7）
- 朝比奈先輩 - 橋本光成（8）
- 俊夫 - 奥本東五（8）
- 不良 - 千年弘高、後藤忠幸、木下智実、田牧俊浩、三橋義人（9）
- ルルー - レベッカ・レイボーン（12）
- 水谷光太郎 - 松田優（13）
- 水谷あき子 - 今井あずさ（13）
- 玉越ノリエ - 川嶋朋子（14）
- 門之介菊彦 - 鈴木博之（14）
- 貧乏神 - 小池幸次（15）
- 宇宙保安官（タコチュー星人） - 津久井啓太（16）
- 怪盗サファイア - 鈴木由香（17）
- 犯人 - 岩田清、高土新太郎（17）
- 警官 - 有道照彦（17）
- ミーコ - 岡村英梨（19）
- 水晶玉占いの老婆 - 桜井浩子（19）
- ミスターマヨマヨ - ヨコスカ潮也（20）
- マヨマヨ助手 - 原田恵梨（20）
- チカの母 - 風間みつき（21）
- 官女 - 坪井雅子（21）
- 左大臣 - 津村鷹志（21）
- 津々見剛 - 安藤一夫（22）
- 一番星ヒカル - 松阪隆子（22）
- 網走 - 佐藤亮太（22）
- 監督 - 保木本竜也（22）
- マリヤ - 山田まりや（23）
- ボディーガード - 重水直人（23）
- 暗殺者 - 斉藤レイ（23）
- 記者 - 井上浩（23）
- 魔女っ子カメちゃん - 宮崎あおい（25、30）
- 農家の老人 - 小池栄（26）
- 鶏肉屋のおばさん - 今野紀子（26）
- 妊婦 - 小野日路美（27）
- 妊婦の夫 - 梅崎慎也（27）
- 肉屋 - 邱太郎（35）
- わすれかげろうのパック - 蓮沼藍（36）
- 銀行員 - 所博昭（37）
- 楓喜多三 - 小宮孝康（38）
- 少年時代の大作 - 甲田研人（38）
- 少年時代の松土 - 小田冴斗（38）
- 少年時代の楓 - 小林優太（38）
- ときめき仮面（時芽希エリカ） - おかのみさと（不明）

### 声の出演
- ブースカ - 高戸靖広
- カモスケ - 藤谷みき
- ハネタロー、フクロベエ - 増田由紀夫
- 小金沢一郎 - 沼田祐介（7）
- 十文字テン子 - 前田千亜紀（7）
- 冷蔵庫 - 神谷浩史（8）
- UFO、電話 - 幸野善之（16、37）
- ふしぎな雛の木 - 矢田耕司（21）
- 月 - 川浪葉子（26）
- 池 - 郷里大輔（26）

### スーツアクター
- ブースカ - 横尾和則、永田朋裕
- カモスケ - 永田朋裕
- ミラクルミラーキング、小金沢一郎、冷蔵庫 - 三宅敏夫（1、7、8）
- 十文字テン子 - 能田弥生（7）
- ドンドコ族、死神 - 岡野弘之、寺井大介、斉藤陽佐（13、29）
- 死神 - 関根雅人（29）
- 宇宙商人 - 中嶋修（37）

## スタッフ
- エグゼクティブプロデューサー：円谷一夫
- 監修：満田かずほ
- プロデューサー：斉藤郁→中島公健（テレビ東京）、笈田雅人
- アソシエイトプロデューサー：小山信行、山崎立士(nas)
- 美術監督：井口昭彦
- 脚本：川上英幸、古怒田健志、太田愛、吉田伸、大西信介、武上純希、右田昌万、増田貴彦、やまざき大志、西園悟、山口伸明、六本木学
- 監督：満田かずほ、原田昌樹、市野龍一、北浦嗣巳、根本実樹、田村浩太朗、八木毅
- 音楽：大森俊之
- 音楽プロデューサー：玉川静
- 文芸協力：江藤直行
- 制作：円谷プロダクション、テレビ東京
- 制作協力：ASATSU-DK

## 主題歌
- オープニングテーマ「ブースカ! ブースカ!!」
- エンディングテーマ「晴れときどき晴れ」

作詞：有森聡美／作曲：大森俊之／歌：林原めぐみ（キングレコード KIDA-190）

## 放送リスト
参照宇宙船YB 2001, p. 96
| 放送日         | 話数 | サブタイトル                  | 脚本         | 監督                |
| -------------- | ---- | ----------------------------- | ------------ | ------------------- |
| 1999年 10月2日 | 1    | バラサで快獣こんにちは!       | 川上英幸     | 原田昌樹 満田かずほ |
| 10月9日        | 2    | ミフチ! ラーメン大バトル      | 古怒田健志   | 原田昌樹            |
| 10月16日       | 3    | UFOをくれた少年               | 太田愛       | 原田昌樹            |
| 10月23日       | 4    | 宿敵!? 松土最円登場           | 太田愛       | 市野龍一            |
| 10月30日       | 5    | サミサ! チャリンコ軍団        | 川上英幸     | 市野龍一            |
| 11月6日        | 6    | 芸能界でバラサのサ!           | 吉田伸       | 市野龍一            |
| 11月13日       | 7    | 怪奇・銭魂大パニック          | 大西信介     | 北浦嗣巳            |
| 11月20日       | 8    | 恋してトロロンチ              | 武上純希     | 北浦嗣巳            |
| 11月27日       | 9    | ブー冠 カンブー くるコロりん  | 右田昌万     | 北浦嗣巳            |
| 12月4日        | 10   | 行け! 少年探検隊              | 川上英幸     | 原田昌樹            |
| 12月11日       | 11   | なりきりカードで大混乱!       | 川上英幸     | 原田昌樹            |
| 12月18日       | 12   | 冬の国ものがたり              | 太田愛       | 原田昌樹            |
| 12月25日       | 13   | 帰ってきた冒険パパ!           | 太田愛       | 市野龍一            |
| 2000年 1月8日  | 14   | 泡手刑事お見合いでプー        | 川上英幸     | 市野龍一            |
| 1月15日        | 15   | 松土最円 最後の大勝負         | 川上英幸     | 市野龍一            |
| 1月22日        | 16   | ギノ! ズッコケ宇宙保安官      | 増田貴彦     | 北浦嗣巳            |
| 1月29日        | 17   | 迷探偵ブースカ参上            | 吉田伸       | 北浦嗣巳            |
| 2月5日         | 18   | 流れ星でドキリンパ!!          | 右田昌万     | 原田昌樹            |
| 2月12日        | 19   | 思い出よびだすレトロノーム    | 大西信介     | 原田昌樹            |
| 2月19日        | 20   | ブースカの超能力道場          | 川上英幸     | 市野龍一            |
| 2月26日        | 21   | おひなさまの秘密              | 太田愛       | 市野龍一            |
| 3月4日         | 22   | テレビ局へ行こう!             | 吉田伸       | 市野龍一            |
| 3月11日        | 23   | 謎の美少女 マリヤ             | 川上英幸     | 根本実樹            |
| 3月18日        | 24   | シオシオで助けてちょ〜だい!   | やまざき大志 | 根本実樹            |
| 3月25日        | 25   | いたずら魔女を捕まえろ!       | 川上英幸     | 根本実樹            |
| 4月1日         | 26   | 月と卵のミフチな関係          | 西園悟       | 北浦嗣巳            |
| 4月8日         | 27   | GO! GO! バラサカンパニー      | 右田昌万     | 北浦嗣巳            |
| 4月15日        | 28   | 奪い奪われ卵がポン!?          | 増田貴彦     | 原田昌樹            |
| 4月22日        | 29   | 誕生! 弟ブースカ?             | 川上英幸     | 原田昌樹            |
| 4月29日        | 30   | 大登場! 快獣カモスケ?         | 川上英幸     | 市野龍一 田村浩太朗 |
| 5月6日         | 31   | 激突! ブースカ対カモスケ      | 川上英幸     | 田村浩太朗          |
| 5月13日        | 32   | オー! ゴージャス姉妹          | 西園悟       | 市野龍一            |
| 5月20日        | 33   | ブースカの恋人?               | 西園悟       | 八木毅              |
| 5月27日        | 34   | オリェッ? ブースカがいっぱい! | 山口伸明     | 満田かずほ          |
| 6月3日         | 35   | カモスケのピカマル大作戦      | 六本木学     | 北浦嗣巳            |
| 6月10日        | 36   | かげろう谷のパック            | 太田愛       | 原田昌樹            |
| 6月17日        | 37   | さよなら夢町                  | 西園悟       | 北浦嗣巳            |
| 6月24日        | 38   | ブースカ夢町ニッコミョコ      | 川上英幸     | 原田昌樹            |

- 2000年1月1日は放送休止。

## 放送局
備考欄に特筆の無い場合は全てテレビ東京系列。
| 放送期間（または、放送体制）   | 放送時間           | 放送局             | 対象地域       | 備考            |
| ------------------------------ | ------------------ | ------------------ | -------------- | --------------- |
| 1999年10月2日 - 2000年6月24日  | 土曜 7:30 - 8:00   | テレビ東京         | 関東広域圏     | 製作局          |
|                                |                    | テレビ愛知         | 愛知県         |                 |
|                                |                    | テレビ大阪         | 大阪府         |                 |
|                                |                    | TXN九州            | 福岡県         | 現・TVQ九州放送 |
| 1999年10月12日 - 2000年6月27日 | 火曜 7:30 - 8:00   | テレビ北海道       | 北海道         |                 |
| 遅れネット                     | 水曜 7:30 - 8:00   | テレビせとうち     | 岡山県・香川県 |                 |
| 2000年4月7日 - 2001年2月16日   | 金曜 16:00 - 16:28 | チューリップテレビ | 富山県         | TBS系列         |
| 1999年10月16日 - 2000年7月8日  | 土曜 17:00 - 17:30 | 北陸放送           | 石川県         | TBS系列         |

## 帯番組「バラサでブースカ!」
1999年11月1日から12月24日まで放映された、ミニ帯番組（月～金曜日、17時55分-18時）である。DVD・ビデオソフトには全巻に分散する形で収録されている。
ブースカ語講座、ブースカのダンス、ブースカ占い、ブースカの身の回りの出来事などをブースカとナレーターの掛け合いで紹介する番組であった。この時のブースカは着ぐるみの他にパペットによるものも存在し、撮影については向ヶ丘遊園内と砧社屋周辺で行われた。
スタッフ
- 構成・ディレクター - 秋廣泰生
- 担当 - 北澤元基
- ナレーション - 桑島法子

## その他
- ブースカランドがあった向ヶ丘遊園の全面協力で同園内でロケーション撮影されている[10][2]。作品の舞台である屯田家自宅兼ラーメン屋の「とんとん亭」、観覧車やメリーゴーランドといった遊園地のシーン、仲間が集まる広場など、2002年に閉園することになる同園末期の様子を伺うことが出来る。また、それ以外の商店街やアーケードといった大半のシーンは向ヶ丘遊園駅とパルテノン多摩（多摩センター駅）周辺でロケされている。
- ブースカのファンの山田まりやと林原めぐみが、それぞれゲスト出演と主題歌の歌唱を担当している。
- 第1話には夢のスーパーヒーローとしてミラーマンをモチーフとしたミラクルミラーキングが登場している[注 1]。撮影当初はウルトラセブンをモチーフとしたミラクルキングセブンマンが登場する予定であった[11]。
- 第2話にて夢の中に出てきた怪獣[注 2]は『ウルトラマンガイア』に登場したゴキグモンを改造した物でその後、『ウルトラマンコスモス』に登場したカオスバグ、『ウルトラマンネクサス』に登場したバンピーラに改造された。
- オリジナルビデオ『ウルトラマンダイナ 帰ってきたハネジロー』（2001年）にはブースカやカモスケら本作のキャラクターがゲスト登場している。

## 映像ソフト化
- 2000年にDVDがバンダイビジュアルより発売された[12]。全8巻[12]。1・2巻は4話、3巻以降は5話収録。